# دین برد-اسمیت
دین برد-اسمیت (انگلیسی: Dane Bird-Smith؛ زادهٔ ۱۵ ژوئیهٔ ۱۹۹۲) یک ورزشکار دو و میدانی اهل استرالیا است. از افتخارات وی میتوان به کسب مدال برنز ۲۰ کیلومتر پیاده‌روی در بازی‌های المپیک تابستانی ۲۰۱۶ اشاره کرد.